# Epioblasma obliquata ssp. obliquata
Epioblasma obliquata ssp. obliquata је шкољка из реда Unionoida и фамилије Unionidae. 

## Угроженост
Ова врста се сматра угроженом.

## Распрострањење
Ареал врсте је ограничен на једну државу. 
Сједињене Америчке Државе су једино познато природно станиште врсте.

## Станиште
Станишта врсте су речни екосистеми и слатководна подручја. 